# 나눔의 집

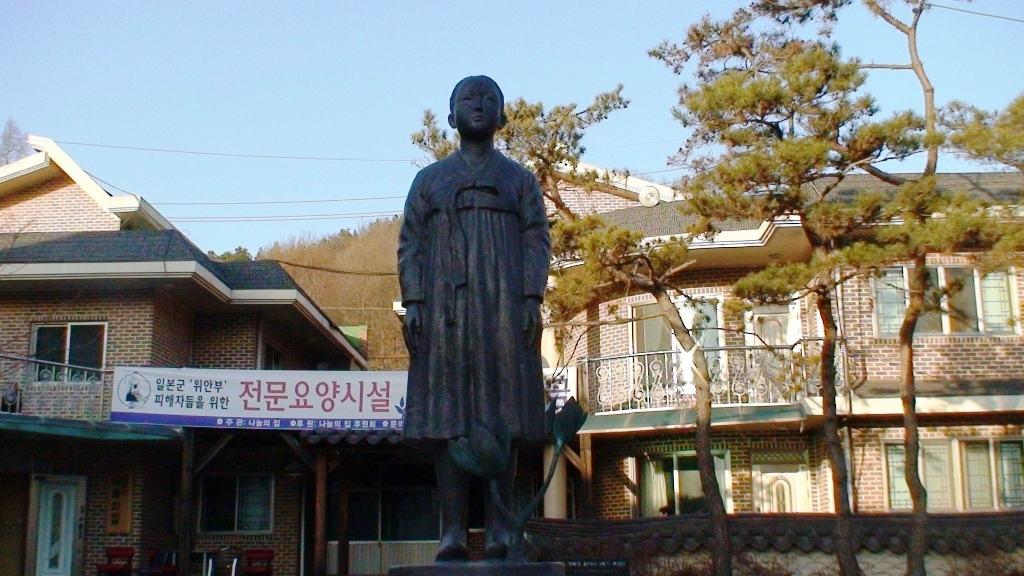
나눔의 집의 소녀상 '못다 핀 꽃'

나눔의 집(영어: House of Sharing)은 경기도 광주시 퇴촌면 원당리에 위치한 일본군 위안부 출신의 할머니들의 주거복지시설이다. 위안부 피해자 중 약 열 명 정도가 거주하고 있다.
1992년 6월 '나눔의 집 건립추진위원회'의 모금에 의해 1992년 10월 서울특별시 마포구 서교동에 처음으로 개관하였다. 이후 명륜동과 혜화동을 거쳐, 1995년 12월 불교신자이자 건축가인 조영자씨가 기증한 현재의 경기도 광주군 퇴촌면 소재 650여평 자리에 위치하게 된다.
더불어 1998년에는 이 곳에 총 350m2 규모의 '일본군 위안부 역사관'이 개관하게 된다. 이 역사관은 세계 최초의 성노예 주제 인권박물관이다. 일반시민과 뜻있는 일본인들의 성금을 통해 건립되었다.
이 곳에 거주중인 할머니들은 위안부 피해를 알리는 그림 전시회를 개최하고 있다. 또한 매주 수요일 한국정신대문제대책협의회에서 주관하는 일본대사관 앞의 수요집회에도 참여하고 있다.
나눔의집 직원들이 시설의 불공정 운영 의혹을 제기하며 2020년 5월 초순부터 할머니들의 생활관을 차단한 채 시설 관계자와 대치하였다. 
2020년 3월 "소장이 할머니들을 홀대하거나 막말을 하고 할머니 식대로 나온 보조금을 직원 식대로 사용하며 후원금 대부분을 건물 증축에 사용했다"는 내용으로 경찰에 고발장을 제출하고 경기도와 광주시에 민원을 올리는 등 내부 실태를 고발했으나 아무런 반향이 없자 직원들은 “나눔의집 소장 등이 후원금을 횡령하고 할머니를 학대했다”고 하면서 소장 직인이나 나눔의집 법인카드, 우편물, 내부 회계자료 등 행정 업무에 필요한 것을 가지고 생활관을 점거하였다며, 운영진이 허위 사실을 보도하였다.
이후 조계종에서는 새로운 시설장 교체와 정관에도 없는 법인 사무국장을 채용하였다.

## 같이 보기
- 위안부
- 수요집회
- 평화의 소녀상
- 한국정신대문제대책협의회
- 일본군 위안부 피해자 목록